# Austroliabum
Austroliabum là một chi thực vật có hoa trong họ Cúc (Asteraceae).

## Loài
Chi Austroliabum gồm các loài: